# Шоу во время перерыва Супербоула XXX
Шоу во время перерыва Супербоула XXX состоялось 28 января 1996 года на Сан Девил Стадиум в Темпе, Аризона в рамках решающей игры Супербоула XXX, в котором участвовала американская артистка Дайана Росс. Шоу было спродюсировано Radio City Music Hall. Представление называлось «Take Me Higher: празднование 30-летия Супербоула».
В шоу прозвучал ряд песен Росс, как из её сольной карьеры, так и из ее периода в группе The Supremes. В шоу использовались пиротехника, спецэффекты и карточные трюки на стадионе. Росс много раз меняла костюмы на протяжении всего выступления.

## Предыстория
Ранее Дайана Росс исполнила национальный гимн на Супербоуле XVI в 1982 году.
Певица разработала шоу продолжительностью тринадцать с половиной минут, и хотя изначально телекомпания NBC потребовала, чтобы она сократила выступление до двенадцати минут, после долгих переговоров компания согласилась на условия Росс и выделила ей нужное время.

## Обзор
Росс в красном платье-мини начала выступление, стоя на вышке, которая опустила её на сцену, когда там зажглись бенгальские огни, во время пения «Stop! In the Name of Love». Сотни танцоров заняли поле, окружавшее сцену, выстроившись в слово «Дайана Росс».
Затем Росс исполнила ещё три песни из своих дней в составе The Supremes: «You Keep Me Hangin’ On», «Baby Love» и «You Can’t Hurry Love». Во время исполнения «Why Do Fools Fall in Love» Росс переоделась в платье оранжевого и фиолетового цветов, прежде чем исполнить «Chain Reaction» и «Reach Out and Touch (Somebody’s Hand)». Во время исполнения «Ain’t No Mountain High Enough» к певице присоединился хор в желтых одеждах.
Шоу закончилось тем, что Росс спела «I Will Survive» and «Take Me Higher» из своего девятнадцатого студийного альбома 1995 года. Певица воскликнула: «О боже, это за мной!», когда на стадион прилетел вертолёт и унес её с поля.

## Отзывы
Выступление Росс в перерыве было положительно оценено критиками.

### Рейтинги
| Издание       | Список                                                                                     | Место | Ист.   |
| ------------- | ------------------------------------------------------------------------------------------ | ----- | ------ |
| CBS Sports    | Super Bowl 2018 halftime show rankings: Where every performance ranks, from worst to first | 16    | [ 12 ] |
| Rolling Stone | Every Super Bowl Halftime Show, Ranked From Worst to Best                                  | 17    | [ 13 ] |
| The Oregonian | 26 Super Bowl halftime shows ranked from best to worst, including J-Lo and Shakira         | 6     | [ 14 ] |
| Thrillist     | The Greatest Super Bowl Halftime Shows of All Time, Ranked                                 | 4     | [ 15 ] |
| Vulture       | Every Super Bowl Halftime Show Since 1993, Ranked                                          | 7     | [ 16 ] |

## Сет-лист
1. «Stop! In the Name of Love»[5]
2. «You Keep Me Hangin’ On»[5]
3. «Baby Love»[5]
4. «You Can’t Hurry Love»[5]
5. «Why Do Fools Fall in Love»[5]
6. «Chain Reaction»[5]
7. «Reach Out and Touch (Somebody’s Hand)»[5]
8. «Ain’t No Mountain High Enough»[5]
9. «I Will Survive»[5]
10. «Take Me Higher»[5]